# Jnes
Jnes — програма, що є емулятором Dendy (NES) для Windows, автором і розробником якого є Jabo (він також брав участь у роботі над емулятором Nintendo 64 Project64).

## Про програму
Перший загальнодоступний випуск Jnes, версії 0.10, відбувся 5 серпня 1999 року. Емулятор використовує DirectX в якості свого апаратного інтерфейсу.
Емулятор може запускати ігрові роми в форматах NES і NSF. Він добре відтворює графіку та звук, а також дозволяє використовувати різноманітні ігрові контролери (геймпад, джойстик, клавіатура). Ви можете змінювати налаштування звуку, вмикати та вимикати певні аудіо канали. Його можна запускати як у віконному, так і в повноекранному режимі.
Емулятор підтримує збереження та завантаження гри. Також JNES підтримує використання кодів для чит-пристроїв Pro Action Replay і Game Genie. Програма надає можливість онлайн-гри, використовуючи для цього службу Kaillera.